# 大島誠治
大島 誠治（おおしま せいじ、1854年2月5日（安政元年1月8日） - 1912年（明治45年）1月6日）は、日本の官僚、法律家、教育者。旧肥前大村藩士。文部省参事官、東京仏学校（現・法政大学）校長、文部大臣秘書官、大臣官房文書課長、第四高等学校（現・金沢大学）初代校長、会計検査院検査官などを歴任。最終的な位階・勲等は、正四位勲三等。改名前の名は、三四郎。

## 経歴
1855年（安政2年）、肥前国大村藩（現・長崎県）に生まれる。大島兵衛の長男。藩の貢進生として大学南校に入学し、フランス語を学ぶ。開成学校官費生を経て、1876年（明治9年）に司法省法学校を卒業後、司法省に出仕。文部省へ移ってからは、1886年（明治19年）に仏学会（のち日仏協会）の創立会員となり、翌1887年（明治20年）11月には古市公威の後を継いで東京仏学校の校長に就任。文部省参事官として勤務する一方、同校の校長と法律科の講師を務めた。1889年（明治22年）に東京法学校との合併に伴い校長を退任した後は、1890年（明治23年）8月に文部省参事官と大臣官房、普通学務局の兼勤を命じられる。その後、文部大臣秘書官、文部書記官兼文部省参事官、大臣官房文書課長を経て、1893年（明治26年）1月に第四高等中学校の校長に就任。翌1894年（明治27年）9月には、高等学校令による同校の旧制高等学校への改編に際し、第四高等学校初代校長となった。1897年（明治30年）3月まで同校の校長を務めたのち、同年8月に会計検査院検査官に任命される。以後、病没するまで検査官を務めた。1912年（明治45年）1月6日、胃癌により卒去。享年58。墓所は青山霊園。

## 栄典
- 1907年（明治40年）12月27日 - 従四位[11]

## 著書
- 大島誠治著 『法学入門』 金港堂、1887年

## 訳書
- ボアソナード述・大島三四郎ほか筆記（司法省蔵版）『仏国民法財産篇講義』 博聞社、1880年
- 同上 『仏国民法財産篇講義』 弘令社、1881年
- 同上 『仏国民法財産篇講義』 岡島宝玉堂、1883年
- 同上 『仏国民法財産篇講義』 小笠原書房、1883年
- 同上 『仏国民法財産篇講義』 錦光堂、1884年